# نانامی ساکورابا
نانامی ساکورابا (انگلیسی: Nanami Sakuraba؛ زادهٔ ۱۷ اکتبر ۱۹۹۲) بازیگر، مدل، خوانندگی اهل ژاپن است.
از فیلم‌ها یا برنامه‌های تلویزیونی که وی در آن نقش داشته‌است می‌توان به حمله به تایتان، سگودون اشاره کرد.